# Kees Ruijgh
Cornelis Jord Ruijgh (Amsterdam, 28 november 1930 – aldaar, 16 april 2004) was hoogleraar Oudgriekse taalkunde aan de Universiteit van Amsterdam.
Kees Ruijgh was de zoon van Jord Ruijgh en Trijntje Swart. Zijn vader, die stuurman was bij de Stoomvaartmaatschappij Nederland, overleed in 1943 toen het schip waarop hij voer werd getroffen door een torpedo. Daarna werden Kees en zijn jongere zuster Coby door hun moeder grootgebracht. 
Reeds op zestienjarige leeftijd deed Ruijgh examen gymnasium-alfa in Haarlem, en een jaar later, in 1948, deed hij staatsexamen gymnasium-bèta. In hetzelfde jaar ging hij Klassieke Taal- en Letterkunde studeren aan de Amsterdamse Gemeenteuniversiteit (de huidige UvA). In 1953 studeerde hij cum laude af, waarna hij een jaar in Parijs studeerde aan de École normale supérieure, waar hij onder andere colleges volgde bij Pierre Chantraine, een autoriteit op het gebied van de oud-Griekse taalkunde. Op 26 maart 1957 promoveerde Ruijgh op het proefschrift L’élément achéen dans la langue épique, waarin hij de recente inzichten over het Myceense Grieks toepaste om aan te tonen dat de Achaeïsche elementen het oudste bestanddeel waren van de epische kunsttaal van Homerus. 
Na zijn promotie werd hij medewerker in de Griekse taalkunde aan de Gemeenteuniversiteit. In 1967 publiceerde hij zijn tweede boek, over de mycenologie: Études sur la grammaire et le vocabulaire du grec mycénien. In 1969 werd hij benoemd tot gewoon hoogleraar in de Griekse taalkunde, in het bijzonder de mycenologie en de dialectologie. Deze functie bleef hij tot zijn emeritaat in 1995 vervullen. In 1971 publiceerde hij zijn magnum opus Autour de “τε épique” : études sur la syntaxe grecque. Hierin beschreef hij het gebruik van het Griekse woordje te in een ‘permanent-digressieve context’, maar om tot deze definitie van het gebruik van dit woordje te komen behandelde hij zo ongeveer de gehele Griekse taalkunde. Hij zou verder geen boeken publiceren, maar wel veel artikelen, waaruit een selectie werd gepubliceerd in de Scripta Minora (2 dln.: 1991 en 1996).
Ruijgh, die lid was van KNAW, bleef altijd vrijgezel. Zijn leven stond vooral in dienst van de wetenschap. Hij ontving thuis vaak studenten en ook de collega’s van de Philologische studieclub en de Hellenistenclub, waarvan de bijeenkomsten sinds 1977 in zijn huis plaatsvonden. Hij overleed aan een hartstilstand op een bankje in het Vondelpark.